# Halticopterina altiverticalis
Halticopterina altiverticalis is een vliesvleugelig insect uit de familie Pteromalidae. De wetenschappelijke naam is voor het eerst geldig gepubliceerd in 1990 door Andersen.